# Paschalis II
Paschalis II (łac. Paschalius II, właśc. Rainierus OSB; ur. ok. 1053/55 w Bieda di Galeata, zm. 21 stycznia 1118 w Rzymie) – papież w okresie od 13 sierpnia 1099 do 21 stycznia 1118.

## Życiorys

### Wczesne życie
Rainiero urodził się w Bieda w Romanii około połowy XI stulecia. W młodości wstąpił do zakonu benedyktynów, jednak jego macierzysty klasztor nie jest znany. Przypuszczalnie był to dom zakonny należący do kongregacji kluniackiej. Następnie przybył do Rzymu, gdzie papież Grzegorz VII mianował go kardynałem prezbiterem od św. Klemensa (ok. 1078); wcześniej był opatem klasztoru od św. Wawrzyńca za Murami. W czasie schizmy antypapieża Klemensa III (1084–1100) stał po stronie prawowitych papieży Grzegorza VII, Wiktora III (1087) i Urbana II. Brał udział w papieskiej elekcji 1088 jako reprezentant kardynałów prezbiterów. W latach 1089–1090 działał jako legat Urbana II w południowej Francji i Hiszpanii. Jego imię widnieje wśród sygnatariuszy bulli papieskiej z dnia 6 lutego 1094.

### Pontyfikat
Po śmierci Urbana II (29 lipca 1099) Rainiero zorganizował w swoim kościele tytularnym papieską elekcję 1099, w wyniku której 13 sierpnia 1099 został wybrany na papieża. Przyjął imię Paschalis II i następnego dnia został konsekrowany przez kardynała biskupa Ostii, Odona.
Sytuacja Paschalisa II na początku pontyfikatu była dość trudna, bowiem wciąż żył antypapież Klemens III, którego popierał cesarz Henryk IV Salicki. Z pomocą Normanów z południa Włoch zdołał jednak usunąć Klemensa III z Rzymu. Antypapież zmarł we wrześniu 1100 roku, a jego dwaj następcy Teodoryk (1100–1101) i Albert (1102) nie zyskali większego poparcia i zostali szybko schwytani i uwięzieni. Nadal jednak trwał konflikt z Henrykiem IV, gdyż Paschalis II ponowił zakaz inwestytury świeckiej, czemu cesarz nie chciał się podporządkować. Dodatkowo w celu wzmocnienia rywalizującej z Cesarstwem Danii usamodzielnił kościół skandynawski tworząc w 1104 arcybiskupstwo w Lund. Wcześniej Kościół w Skandynawii podlegał arcybiskupstwu Bremy.
W 1105 Henryk IV został zmuszony do abdykacji na rzecz swego syna Henryka V. Mniej więcej w tym samym czasie przedstawiciele procesarskiej frakcji wśród arystokracji rzymskiej obwołali nowego antypapieża Sylwestra IV, jednakże bunt ten został szybko zdławiony i antypapież musiał uciekać z Rzymu. Z uwagi na problemy wewnętrzne Henryk V początkowo skłaniał się ku ugodzie z papieżem, jednak po uporaniu się z opozycją powrócił do polityki ojca. Paschalis II na kolejnych synodach w Guastalla (1106), Benewencie (1107) i na Lateranie (1110) odmawiał mu prawa do inwestytury świeckiej, wobec czego Henryk zdecydował się w końcu na zbrojną wyprawę na Rzym celem uzyskania korony cesarskiej i prawa do inwestytury.
9 lutego 1111 papież i Henryk potajemnie doszli do porozumienia. Henryk V zrezygnował z prawa do inwestytury i zgodził się na wolny wybór biskupów, a w zamian biskupi i opaci niemieccy musieli zwrócić wszystkie regalia, które otrzymali od monarchów od czasów Karola Wielkiego. Kiedy trzy dni później, postanowienia ugody zostały odczytane w trakcie uroczystości koronacyjnych w bazylice watykańskiej, niemieccy duchowni i świeccy zaprotestowali, wskutek czego uroczystości przerwano, a układu nie ratyfikowano. Doszło do rozruchów, w wyniku których wojska niemieckie opanowały miasto. Paschalis II i jego 16 kardynałów zostało uwięzionych i przewiezionych do Albano. Tam Henryk V zagroził papieżowi depozycją i uznaniem zapomnianego już wówczas antypapieża Sylwestra IV, który od wygnania z Rzymu w 1105 żył pod opieką hrabiego Wernera z Ankony i nigdy nie wyrzekł się roszczeń do papiestwa. W tym stanie rzeczy Paschalis II uznał roszczenia cesarza i 12 kwietnia 1111 roku doszło do zawarcia układu w Ponte Mammolo. W zamian za uznanie prawa cesarza do inwestytury Henryk uwolnił papieża i kardynałów z niewoli i zmusił do abdykacji Sylwestra IV. 13 kwietnia 1111 Paschalis II koronował Henryka na cesarza.
Układ z Ponte Mammolo został jednogłośnie potępiony przez zwolenników reformy gregoriańskiej jako zdrada interesów Kościoła i zaprzepaszczenie przez Paschalisa działań jego poprzedników; sprzeciwiło mu się także wielu kardynałów. W tym stanie rzeczy Paschalis II na synodzie laterańskim w marcu 1112 roku potępił układ i uznał go za zawarty pod przymusem, a zatem nieważny. Jednak dwóch kardynałów najmocniej krytykujących papieża za ten układ (Robert de Paris i Gregorio de Ceccano) zostało pozbawionych swych godności, a kilku innych odsunięto od pracy w kurii papieskiej. Cztery lata później Paschalis ponownie potępił inwestyturę świecką. Na synodzie w Vienne, papież obłożył ekskomuniką Henryka V.
Henryk V początkowo nie mógł zareagować na zerwanie układu z Ponte Mammolo, gdyż miał problemy z opozycją wewnątrz Niemiec, której przewodził książę saski Lotar III, jednak w 1116 podjął ponowną wyprawę do Rzymu. Cesarz chciał zapobiec także wykonaniu testamentu Matyldy Toskańskiej (zm. 1115), która zapisała swoje ziemie Kościołowi. W 1117 Rzym ponownie znalazł się pod okupacją niemiecką, jednak Paschalis II zdążył go wcześniej opuścić i udał się do Benewentu. Do Rzymu powrócił dopiero kilka dni przed śmiercią.
Spór z cesarzem o inwestyturę odbijał się dużym echem także we Francji i Anglii. Początkowo władcy tych krajów próbowali podążać śladami cesarza, jednak dość szybko doszło tam do zawarcia kompromisu (Francja 1104, Anglia 1107).
Krótko po wyborze, do Paschalisa II dotarła wiadomość o zdobyciu Jerozolimy przez wojska I krucjaty; papież przez cały swój pontyfikat wspierał ruch krucjatowy. Zatwierdził regułę Joannitów, bullą z 15 lutego 1113 roku. Mianował co najmniej 67 nowych kardynałów.
Papież Paschalis II powrócił z Benewentu do Rzymu, 14 stycznia 1118 roku i zmarł tydzień później w Zamku św. Anioła. Pochowano go w bazylice laterańskiej.